# Spiladarcha capnodes
Spiladarcha capnodes är en fjärilsart som beskrevs av Walsingham 1914. Spiladarcha capnodes ingår i släktet Spiladarcha och familjen Urodidae. Inga underarter finns listade i Catalogue of Life.